# Gramaticalidad
En lingüística, la gramaticalidad es la propiedad de una construcción gramatical de estar bien formada. Una asunción habitual es que los hablantes nativos de una lengua tienen una intuición sobre qué frases están correctamente formadas y cuáles no, sin necesidad de haber sido instruidos en dicho conocimiento.

## Introducción
Lyons (1968) definió la gramaticalidad como "ese componente de la aceptabilidad de una oración que puede ser representada en términos de reglas", un criterio que complementa el de aceptabilidad semántica o el de pertinencia pragmática.
La gramática generativa hace un uso crucial de la intuición de los hablantes nativos para decir qué es y que no es gramatical y propone hipótesis y generalizaciones que dan cuenta de las oraciones consideradas gramaticales y agramaticales por los hablantes. El proceso de adquisición de la primera lengua consistiría en desarrollar las intuiciones que permiten coincidir en juicio con otros hablantes adultos competentes de la misma lengua.
Sin embargo, algunos autores críticos con el enfoque generativista han censurado la vaguedad del concepto de gramaticalidad, ya que en último término parece residir en el juicio de los hablantes, que es un asunto escurridizo, además de que hablantes de diferentes dialectos difieren en sus juicios de gramaticalidad. Por esa razón algunos autores fuera del generativismo prefieren abandonar el concepto de gramaticalidad, en favor del de aceptabilidad sociolingüística, que rechaza la existencia de factores lingüísticos innatos que según los generativistas estarían en la base de las intuiciones que acaban adquiriendo los hablantes nativos de una lengua sin necesidad de haber estudiado formalmente su lengua.
Las gramáticas prescriptivas tradicionales de lenguas naturales estandarizadas consideran que la gramaticalidad es un asunto de consenso explícito entre una mayoría de hablantes.

## Ejemplos y notación
En diversos textos lingüísticos se usa * o ** para marcar formas gramaticales reconstruidas sobre una cierta lógica pero que resultan agramaticales. Por ejemplo, sobre la base de dos oraciones perfectamente gramaticales como:
(1a) Se calló lo que sabía
(1b) ¡Cállate, por favor!
Uno podría construir la regla de negación como una regla que añade simplemente no delante de la forma verbal (o los clíticos verbales como se cuando los haya):
(2a) No se calló lo que sabía
(2b) *¡No cállate, por favor! (= ¡No te calles, por favor!)
Obviamente (2a) es otra oración gramatical, pero al aplicar la misma lógica a la oración (1b) la inserción de no da como resultado una oración reconocida como agramatical o mal formada por los hablantes de español, por eso se marca con el asterisco (entre paréntesis la negación bien formada, que en español requiere el uso de subjuntivo en oraciones exhortativas.
En lingüística también se usa el asterisco * para marcar construcciones hipotéticas no testimoniadas directamente, pero que se consideran como posibles, correctamente formadas e incluso existentes en el pasado, por eso algunos lingüistas usan * para las construcciones hipotéticas consideradas válidas y ** para las reconstrucciones hipotéticas ilegítimas (o para construcciones hipotéticas basadas sobre otras reconstrucciones, y por tanto con un grado de incertidumbre mayor).

## Semigramaticalidad
Cuando nos encontramos ante una secuencia oracional que no cumple claramente las normas del sistema gramatical, pero que tampoco está absolutamente fuera de él, se dice que nos encontramos ante una secuencia juzgada como semigramatical. También puede llamarse semiaceptable. 
De acuerdo con Fundamentos de sintaxis formal (2008) de Ignacio Bosque y Javier Gutiérrez-Rexach, en los últimos años, muchas secuencias oracionales son objetivamente inestables pues no encajan completamente en las reglas gramaticales.
Los gramáticos modernos utilizan los signos de «?» , «??» o  «?*» para señalar la semigramaticalidad. El uso de estos signos muestra la inestabilidad de las secuencias oracionales pero también la ignorancia del hablante o lector ante esta irregularidad.
Por ejemplo, Bosque y Gutiérrez-Rexach (2008) analizan los siguientes ejemplos:
1. No creo que haya llegado todavía.
2. ?? Dudo mucho que haya llegado todavía.
3. *Ha llegado todavía.

Así, mientras que la negación explícita es compatible con el adverbio todavía con verbos no durativos en expresiones como (1), la negación implícita que se esconde en el verbo dudar no es claramente compatible con la presencia de este adverbio en (2), pero tampoco puede decirse que sea radicalmente incompatible con ella, como lo es la ausencia de negación que percibimos en (3). (Bosque y Gutiérrez-Rexach, 2008)